# Peter Christopherson
Peter Martin Christopherson (27. února 1955 – 25. listopadu 2010) byl anglický hudebník, výtvarník a fotograf.

## Život a dílo
Roku 1975 spoluzaložil industriální hudební skupinu Throbbing Gristle; skupina se rozpadla roku 1981, ale v roce 2004 byla obnovena a Christopherson v ní vystupoval až do své smrti. Mezi tím, v letech 1982 až 2004, byl členem skupiny Coil. V letech 2007 až 2010 byl také členem skupin Soisong a spolupracoval také se skupinou Psychic TV. V roce 1992 se podílel na krátkometrážním filmu Broken, který natočil společně s hudebníkem Trentem Reznorem. Dále je například režisérem videoklipu k písni „Keep Away" skupiny Godsmack z roku 1999. Byl členem výtvarnické skupiny Hipgnosis věnující se vytváření obalů hudebních alb; podílel se například na obalech alb skupiny Pink Floyd. Zemřel v roce 2010 ve věku pětapadesáti let.